# Château de la Roche du Roi
Le château de la Roche du Roi est un château situé en France sur la commune d'Aix-les-Bains dans le département de la Savoie en région Auvergne-Rhône-Alpes.
Bâti à la fin du XIXe siècle, le château fait l’objet d'un classement au titre des monuments historiques depuis le 23 avril 1986.

## Situation
Situé sur les hauteurs et à flanc de colline non loin du centre-ville d'Aix-les-Bains en Savoie, le château domine la partie sud de la ville ainsi que la colline et la commune de Tresserve, et surplombe entre autres l'hippodrome et le golf d'Aix-les-Bains.

## Historique

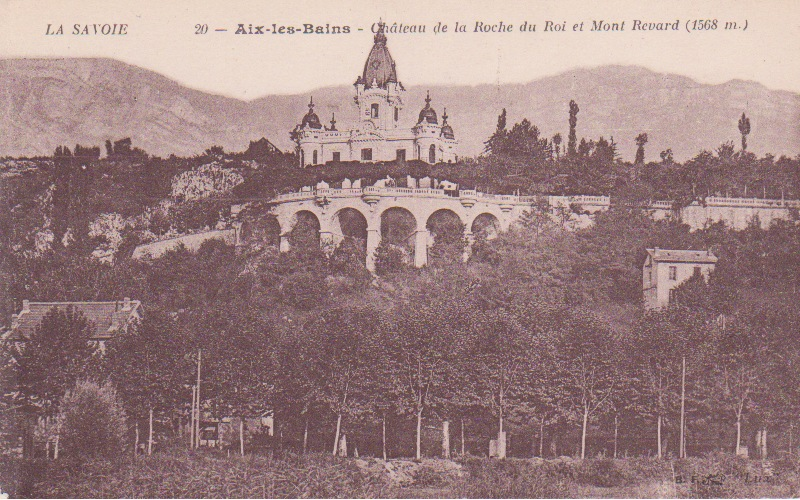
Le château à la Belle Époque.

La construction du château débuta en 1897 et s'acheva en 1900, par l'architecte de la ville Jules Pin (aîné), ainsi que par l'entreprise Léon Grosse. Il coûta 496 000 francs de l'époque.
Durant l'année 1982, un acheteur étranger a voulu acquérir le château ainsi que le démonter pierre par pierre pour le faire remonter complètement dans son pays. Cette proposition pour le moins insolite fit l'objet de plusieurs articles dans la presse locale et fut confirmé par le propriétaire de l'époque du château qui était Gilbert Duranton. En 1983, l'édifice est inscrit à l'inventaire supplémentaire des Monuments historiques, ce qui permit à l'administration d'avoir un droit de regard sur tous les types de travaux. Trois années plus tard, en 1986, le château est classé Monument historique.
Durant l'année 1998, l'édifice devient la propriété d'un Allemand, Eberhardt Zerrweck, qui l'acheta 4,5 millions de francs. Cet achat ne profita pas au rayonnement de l'édifice. En effet le propriétaire laisse le château à l'abandon. Durant ces dix dernières années, l'édifice a subi de nombreuses détériorations. En 2003, une tempête balaya la toiture. Dans le même temps, le monument devient un squat. Au vu de ces désagréments, la ville lance un arrêté de péril. Dans la foulée, à titre d'anecdote, en 2005, une grenade MK2 datant de la Seconde Guerre mondiale est découverte dans le sous-sol du château. Le propriétaire met en vente l'édifice. En 2006, une agence immobilière de Veyrier-du-lac est mandatée pour la vente du château au prix de 1 300 000 €.
En 2007, une procédure d'expropriation est lancée à l'encontre du propriétaire. Celui-ci refuse d'entreprendre toute rénovation du bien qui continue de tomber en décrépitude.

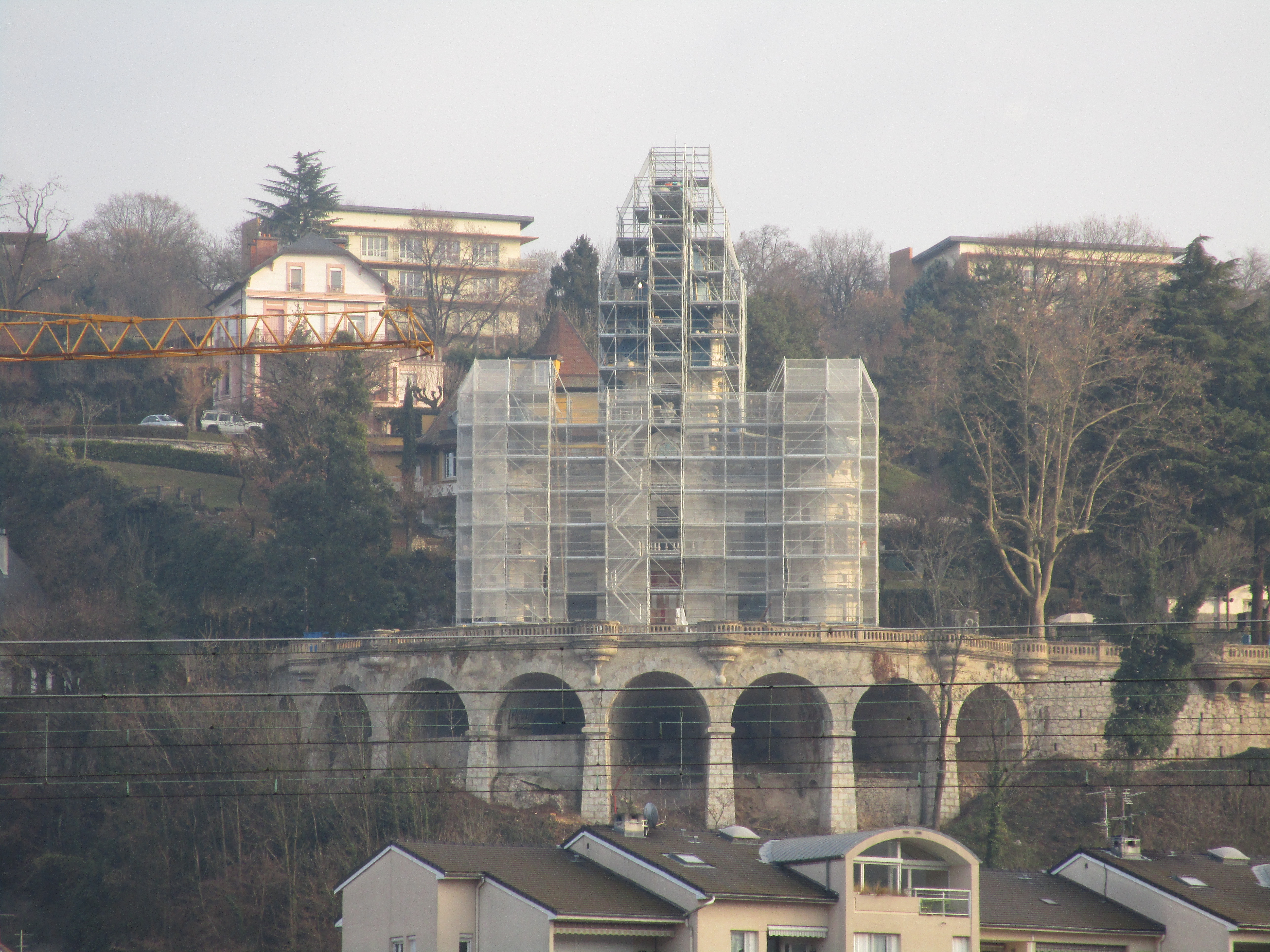
La rénovation du château en décembre 2016.

En 2015, à la suite d'une longue bataille judiciaire, la Ville d’Aix-les-Bains acquiert le château au prix de 485 000 €. Le Conseil municipal, présidé par le maire Dominique Dord, va rapidement voter la cession du bien à un particulier qui va le payer 485 000 € plus une part des frais de justice soit au total 530 000 €. L'absence d'appel d'offres public pour la vente crée la polémique au sein d'une partie de la population aixoise qui estime la valeur du bien largement supérieure. Polémique également renforcée par le fait que le nouvel acquéreur du château, un industriel haut-savoyard dénommé Pedro Victor Asensio-Pagan, obtient de la municipalité la location d'un appartement issu d'un legs d'un particulier au Musée Faure à Aix-les-Bains afin de le restaurer et dont la durée du bail s'étend durant toute la durée de rénovation du château. Il dit vouloir, dans les années à venir, rénover le bâtiment et en faire un centre culturel privé. Les travaux de restauration du site ont débuté en 2016.

## Description

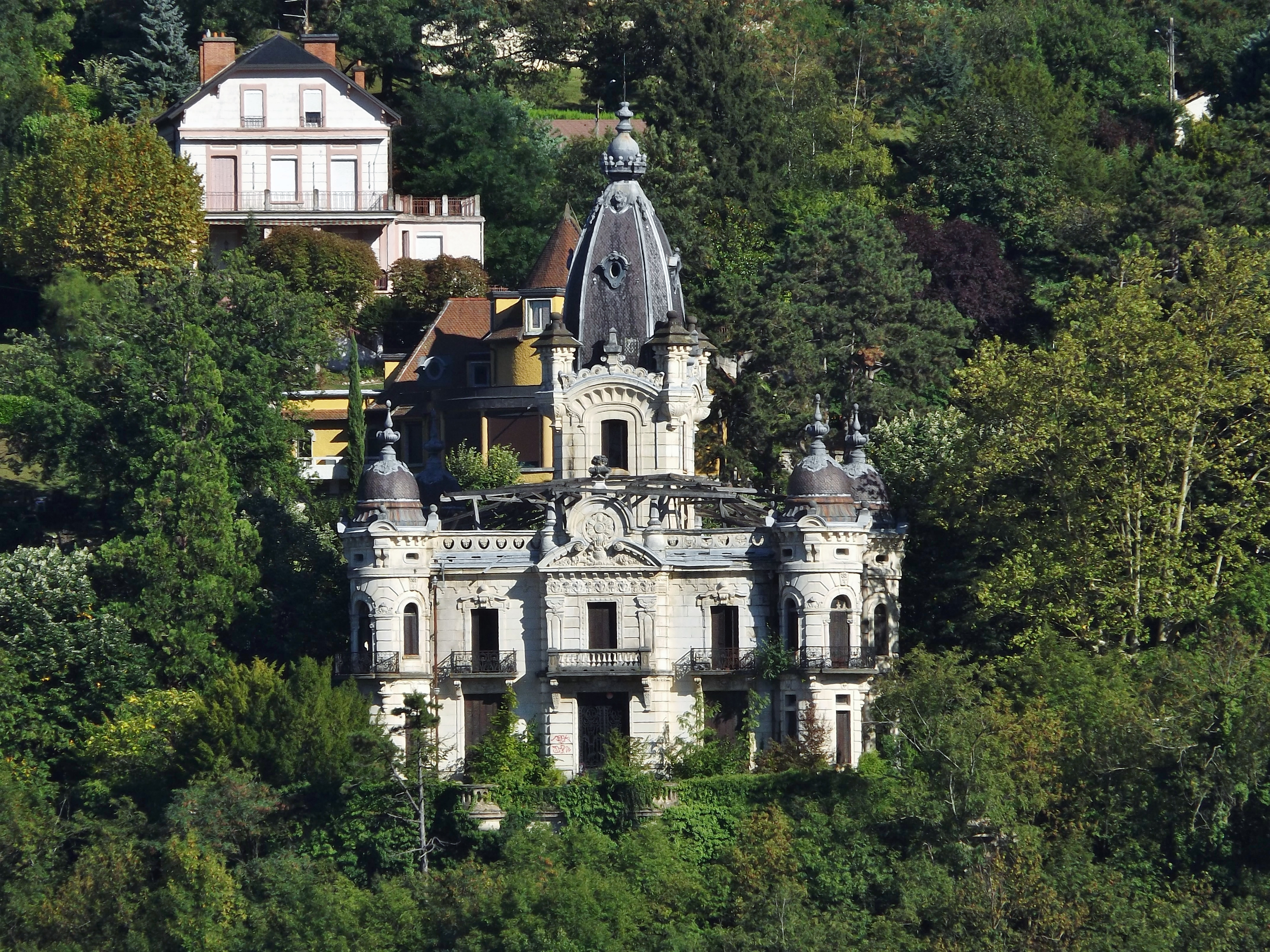
Le château vu depuis Tresserve.

Le château de la Roche du Roi a été construit au XIXe siècle dans un style architectural qui est un mélange entre les palais orientaux et les châteaux de la Renaissance. Il est construit en pierre calcaire tendre de Lens sur une terrasse supportée par des soubassements voûtés en plein cintre. Sa surface totale est de 500 m2.
Il est de style baroque, bien que les différentes influences mêlées, fortement marquées d'Art nouveau, notamment par son portail côté boulevard,  permettent de déterminer un original « style aixois », ce château étant finalement unique en son genre[réf. souhaitée]. 
Le château de la Roche du Roi dispose d'un donjon central, chapeauté d'une flèche polygonale. Sa terrasse ainsi que l'escalier, sa cage et sa rampe en fer forgé, la salle à manger et la salle contiguë au rez-de-chaussée et les deux chambres au premier étage ont été classés monument historique le 23 avril 1986.

## Pour approfondir